# Giải đua ô tô Công thức 1 Hungary
Giải đua ô tô Công thức 1 Hungary (tiếng Hungary: Magyar Nagydíj) là một chặng đua Công thức 1 được tổ chức hàng năm ở Mogyoród tại trường đua Hungaroring kể từ năm 1986.

## Lịch sử

### Khởi đầu
Giải đua ô tô Công thức 1 Hungary lần đầu tiên được tổ chức dưới tên gọi "Giải đua xe Grand Prix Hungary" vào ngày 21 tháng 6 năm 1936 trên đường đua dài 5 km (3,1 dặm) được bố trí tại Népliget, một công viên ở Budapest. Các đội Mercedes-Benz, Auto Union và Ferrari, được trang bị bởi Alfa Romeo, đều gửi ba chiếc xe và sự kiện đã thu hút một lượng khán giả rất lớn. Tuy nhiên, tình hình chính trị và cuộc chiến tranh sau đó đã khiến giải đua xe Grand Prix ở đất nước này không được tổ chức trong vòng năm mươi năm.

### Hungaroring
Sau năm muơi năm không được tổ chức, Giải đua ô tô Công thức 1 Hungary được tái tổ chức vào năm 1986 với tư cách là một chặng đua Công thức 1 thông qua Bernie Ecclestone. Vào thời điểm đó, Giải đua ô tô Công thức 1 Hungary là chặng đua Công thức 1 đầu tiên diễn ra phía sau Bức màn sắt. Được tổ chức tại trường đua Hungaroring ở Mogyoród gần Budapest, chặng đua đã trở thành một phần không thể thiếu của Công thức 1 kể từ đó. Phiên bản đầu tiên của Giải đua ô tô Công thức 1 Hungary có 200.000 người đến xem mặc dù giá vé vào thời điểm đó rất đắt.
Trong suốt lịch sử, Giải đua ô tô Công thức 1 Hungary chứng kiến những chiến thắng đầu tiên của các tay đua như Damon Hill vào năm 1993, Fernando Alonso vào năm 2003, Jenson Button vào năm 2006, Heikki Kovalainen vào năm 2008, Esteban Ocon vào năm 2021 và Oscar Piastri vào năm 2024.
Trong chặng đua năm 2001, Michael Schumacher đã cân bằng kỷ lục 51 chiến thắng và bốn chức vô địch các tay đua của Alain Prost tại Hungaroring.
Hungary đã xác nhận tiếp tục đăng cai chặng đua Công thức 1 cho đến năm 2021 tại Giải đua ô tô Công thức 1 Hungary 2013. Đường đua được tái trải nhựa hoàn toàn lần đầu tiên vào đầu năm 2016 và thỏa thuận tổ chức Giải đua ô tô Công thức 1 Hungary đã được gia hạn đến năm 2026.
Tại Giải đua ô tô Công thức 1 Hungary 2023, hợp đồng đã được gia hạn đến năm 2032.

## Kết quả theo năm

Hungaroring từ năm 1989 đến năm 2002

Hungaroring từ năm 1986 đến năm 1988

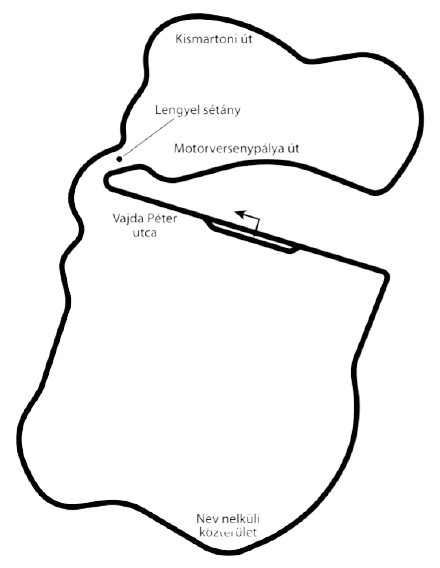
Trường đua Népliget Park (1936)

Nền màu hồng biểu thị sự kiện không thuộc về Giải đua xe Công thức 1.
| Năm         | Tay đua            | Đội đua                    | Địa điểm           | Chi tiết           |
| ----------- | ------------------ | -------------------------- | ------------------ | ------------------ |
| 1936        | Tazio Nuvolari     | Alfa Romeo                 | Népliget           | Chi tiết           |
| 1937 – 1985 | Không được tổ chức | Không được tổ chức         | Không được tổ chức | Không được tổ chức |
| 1986        | Nelson Piquet      | Williams-Honda             | Hungaroring        | Chi tiết           |
| 1987        | Nelson Piquet      | Williams-Honda             | Hungaroring        | Chi tiết           |
| 1988        | Ayrton Senna       | McLaren-Honda              | Hungaroring        | Chi tiết           |
| 1989        | Nigel Mansell      | Ferrari                    | Hungaroring        | Chi tiết           |
| 1990        | Thierry Boutsen    | Williams-Renault           | Hungaroring        | Chi tiết           |
| 1991        | Ayrton Senna       | McLaren-Honda              | Hungaroring        | Chi tiết           |
| 1992        | Ayrton Senna       | McLaren-Honda              | Hungaroring        | Chi tiết           |
| 1993        | Damon Hill         | Williams-Renault           | Hungaroring        | Chi tiết           |
| 1994        | Michael Schumacher | Benetton-Ford              | Hungaroring        | Chi tiết           |
| 1995        | Damon Hill         | Williams-Renault           | Hungaroring        | Chi tiết           |
| 1996        | Jacques Villeneuve | Williams-Renault           | Hungaroring        | Chi tiết           |
| 1997        | Jacques Villeneuve | Williams-Renault           | Hungaroring        | Chi tiết           |
| 1998        | Michael Schumacher | Ferrari                    | Hungaroring        | Chi tiết           |
| 1999        | Mika Häkkinen      | McLaren-Mercedes           | Hungaroring        | Chi tiết           |
| 2000        | Mika Häkkinen      | McLaren-Mercedes           | Hungaroring        | Chi tiết           |
| 2001        | Michael Schumacher | Ferrari                    | Hungaroring        | Chi tiết           |
| 2002        | Rubens Barrichello | Ferrari                    | Hungaroring        | Chi tiết           |
| 2003        | Fernando Alonso    | Renault                    | Hungaroring        | Chi tiết           |
| 2004        | Michael Schumacher | Ferrari                    | Hungaroring        | Chi tiết           |
| 2005        | Kimi Räikkönen     | McLaren-Mercedes           | Hungaroring        | Chi tiết           |
| 2006        | Jenson Button      | Honda                      | Hungaroring        | Chi tiết           |
| 2007        | Lewis Hamilton     | McLaren-Mercedes           | Hungaroring        | Chi tiết           |
| 2008        | Heikki Kovalainen  | McLaren-Mercedes           | Hungaroring        | Chi tiết           |
| 2009        | Lewis Hamilton     | McLaren-Mercedes           | Hungaroring        | Chi tiết           |
| 2010        | Mark Webber        | Red Bull Racing-Renault    | Hungaroring        | Chi tiết           |
| 2011        | Jenson Button      | McLaren-Mercedes           | Hungaroring        | Chi tiết           |
| 2012        | Lewis Hamilton     | McLaren-Mercedes           | Hungaroring        | Chi tiết           |
| 2013        | Lewis Hamilton     | Mercedes                   | Hungaroring        | Chi tiết           |
| 2014        | Daniel Ricciardo   | Red Bull Racing-Renault    | Hungaroring        | Chi tiết           |
| 2015        | Sebastian Vettel   | Ferrari                    | Hungaroring        | Chi tiết           |
| 2016        | Lewis Hamilton     | Mercedes                   | Hungaroring        | Chi tiết           |
| 2017        | Sebastian Vettel   | Ferrari                    | Hungaroring        | Chi tiết           |
| 2018        | Lewis Hamilton     | Mercedes                   | Hungaroring        | Chi tiết           |
| 2019        | Lewis Hamilton     | Mercedes                   | Hungaroring        | Chi tiết           |
| 2020        | Lewis Hamilton     | Mercedes                   | Hungaroring        | Chi tiết           |
| 2021        | Esteban Ocon       | Alpine-Renault             | Hungaroring        | Chi tiết           |
| 2022        | Max Verstappen     | Red Bull Racing-RBPT       | Hungaroring        | Chi tiết           |
| 2023        | Max Verstappen     | Red Bull Racing-Honda RBPT | Hungaroring        | Chi tiết           |
| 2024        | Oscar Piastri      | McLaren-Mercedes           | Hungaroring        | Chi tiết           |